# Molly Caudery
Molly Caudery, née le 17 mars 2000 à Truro, est une athlète britannique, spécialiste du saut à la perche.

## Biographie
Molly Caudery est championne du Royaume-Uni chez les moins de 15 ans, les moins de 17 ans et les juniors (U-20), catégorie dont elle détient le record national avec 4 mètres 53.
Vice-championne d'Europe junior en 2017, avec son meilleur saut de l'année (4,35 m), la perchiste anglaise fait ses débuts internationaux chez les séniors en 2018, avec une apparition aux Championnats d'Europe à Berlin (eliminée en qualifications). Franchissant 4,53 m à Mannheim, elle s'illustre aussi aux Jeux du Commonwealth de 2018, où elle prend la cinquième place finale en tant que plus jeune de sa délégation dans ce sport.
Après deux ans sans compétition internationale (passage aux États-Unis et pandémie de covid-19), Caudery retrouve les succès, devenant notamment vice-championne d'Europe espoir à Tallinn.
Elle prend la médaille d'argent en saut à la perche aux Jeux du Commonwealth de 2022, l'or revenant à Nina Kennedy. Septième aux Championnats d'Europe cette année aussi, elle échoue en qualifications lors de ses premiers championnats du monde à Eugene.
Championne de Grande-Bretagne en 2023 avec une barre franchie à 4,71 m, elle se qualifie pour les Championnats du monde à Budapest, où finalement elle effectue sa meilleure performance en carrière avec le cinquième rang et une hauteur de 4,75 m atteinte.
Aux championnats du monde en salle disputés en mars 2024 à Glasgow, elle remporte la médaille d'or en s'imposant avec la marque de 4,80 m, devant Eliza McCartney et Katie Moon.

## Palmarès

### International
| Date | Compétition                       | Lieu       | Résultat | Hauteur |
| ---- | --------------------------------- | ---------- | -------- | ------- |
| 2017 | Championnats d'Europe juniors     | Grosseto   | 2e       | 4,35 m  |
| 2018 | Jeux du Commonwealth              | Gold Coast | 5e       | 4,40 m  |
| 2018 | Championnats du monde juniors     | Tampere    | 9e       | 4,10 m  |
| 2021 | Championnats d'Europe espoirs     | Tallinn    | 2e       | 4,45 m  |
| 2021 | Championnats d'Europe par équipes | Chorzów    | 3e       | 4,35 m  |
| 2022 | Jeux du Commonwealth              | Birmingham | 2e       | 4,45 m  |
| 2022 | Championnats d'Europe             | Berlin     | 7e       | 4,55 m  |
| 2023 | Championnats du monde             | Budapest   | 5e       | 4,75 m  |
| 2024 | Championnats du monde en salle    | Glasgow    | 1re      | 4,80 m  |
| 2024 | Championnats d'Europe             | Rome       | 3e       | 4,73 m  |

### National
- Championne du Royaume-Uni en salle du saut à la perche en 2018 à Birmingham.
- Championne du Royaume-Uni du saut à la perche en 2023 à Manchester (plein-air).

## Records
| Épreuve | Épreuve   | Performance | Lieu     | Date            |
| ------- | --------- | ----------- | -------- | --------------- |
| Perche  | Plein air | 4,92 m      | Toulouse | 22 juin 2024    |
| Perche  | En salle  | 4,86 m      | Rouen    | 24 février 2024 |